# Periplaneta affinis
Periplaneta affinis es una especie de cucaracha perteneciente al género Periplaneta, categorizada en la familia Blattidae, orden Blattodea.

Fue descrita por primera vez en 1869 por el entomólogo suizo Henri Louis Frédéric de Saussure. Aparece registrada y publicada en una sección de Melanges orthopterologiques. Memoires de la Societe de Physique et d'Histoire Naturelle de Geneve, 20(Part 2), p. 227–328 de 1869.

## Distribución
La especie se distribuye por Asia, en India.